# 사랑아 나는 통곡한다 (1949년 영화)
《사랑아 나는 통곡한다》(영어: The Heiress)는 1949년 개봉한 미국의 드라마 영화이다. 윌리엄 와일러가 감독을 맡았으며, 루스 괴츠와 아우구스투스 괴츠의 동명 희곡이 영화의 원작이다.
주연을 맡은 올리비아 데 하빌랜드는 역할을 통해 아카데미 여우주연상과 골든 글로브상 드라마 영화 여우주연상을 수상했다. 1996년 미국 국립영화등기부에 등재되었다.

## 출연

### 주연
- 올리비아 드 하빌랜드
- 몽고메리 클리프트

### 조연
- 랠프 리처드슨
- 미리암 홉킨스
- 레이 콜린스
- 모나 프리먼
- 셀레나 로일
- 폴 리스
- 해리 앤트림
- 러스 콘웨이
- 데이빗 터스비

## 기타
- 원작자: 헨리 제임스
- 협력프로듀서: 로버트 와일러
- 미술: 해리 호너
- 의상: 에디스 헤드
- 의상: 길 스틸